# Пака-при-Веленю
Пака-при-Веленю (словен. Paka pri Velenju) — поселення в общині Веленє, Савинський регіон, Словенія. 
Висота над рівнем моря: 428,4 м.